# The Witcher 3: Wild Hunt
The Witcher 3: Wild Hunt (in polacco Wiedźmin 3: Dziki Gon) è un videogioco action RPG del 2015, sviluppato da CD Projekt RED e pubblicato da CD Projekt per Microsoft Windows, PlayStation 4 e Xbox One. La versione per Nintendo Switch è disponibile dall'ottobre 2019 mentre le versioni per PlayStation 5 e Xbox Seris X/S dal dicembre 2022. Si tratta del terzo capitolo della serie di videogiochi che trae ispirazione dalla saga letteraria Geralt di Rivia creata dallo scrittore polacco Andrzej Sapkowski.
The Witcher 3 ha ottenuto oltre 259 premi come Gioco dell'Anno (GOTY, Game of The Year) e ad oggi è ancora al secondo posto di questa classifica preceduto da The Last of Us Parte II (300),  e seguito da The Elder Scrolls V: Skyrim (227) e The Last of Us (249). The Witcher 3: Wild Hunt prosegue la storia del witcher Geralt di Rivia, protagonista della serie. Proseguendo da The Witcher 2: Assassins of Kings, Geralt ha finalmente recuperato la sua memoria e intraprende una nuova e personale missione alla ricerca di Ciri, la sua Figlia della Sorpresa, per salvarla dalla Caccia Selvaggia che la cerca per scatenare un'antica profezia che potrebbe cambiare il mondo.
Sono state pubblicate due espansioni principali: Hearts of Stone e Blood and Wine.

## Trama

### Ambientazione
Il mondo di The Witcher 3: Wild Hunt è un mondo medievale-fantasy: ciò significa che sono presenti creature e razze fantastiche. Insieme agli uomini si ritrovano anche elfi, nani, witcher e mezzuomini. La situazione narrata nella storia ha come sfondo la terza guerra tra Nilfgaard e i regni settentrionali, ormai ridotti allo stremo. Le legioni nilfgaardiane imperversano in quella che era una volta la Temeria settentrionale, una regione chiamata Velen, dove l'offensiva si è fermata al fiume Pontar, che segna il confine con la Redania, ultimo vero baluardo alla totale conquista da parte del Sud. Contemporaneamente, nelle isole Skellige si svolge l'elezione del nuovo sovrano, scelto tra i vari clan.
Dopo gli eventi di The Witcher 2: Assassins of Kings, nella Redania e soprattutto in Novigrad aleggia un clima di tensione: i non-umani e i maghi vengono perseguitati dalla chiesa del fuoco eterno e dai cacciatori di streghe, in quanto ritenuti ingiustamente responsabili dello scoppio del conflitto e delle possibilità di lucro derivate da esso. Nonostante l'accentuazione dell'ultimo periodo, queste divergenze tra le diverse razze sono sempre esistite. Geralt stesso è un witcher che uccide i mostri e protegge le persone comuni, ma viene visto con disgusto e disprezzo dalle stesse persone che aiuta, cosa che accomuna tutti gli strighi, ritenuti uguali agli altri non-umani. 

### Storia

Yennefer di Vengerberg

Il gioco inizia con Geralt, accompagnato dall'anziano maestro witcher Vesemir, alla ricerca della sua vecchia amante Yennefer. Una volta trovata, la maga porta Geralt dall'imperatore di Nilfgaard, Emhyr var Emreis, che incarica i due di trovare sua figlia Ciri, che ha scoperto essere tornata nel loro mondo ed essere braccata dalla Caccia Selvaggia. 
Inizia così una lunga ricerca nel Velen (una terra di nessuno martoriata dalla terza guerra settentrionale) dove il witcher è costretto, per ottenere indizi, ad aiutare il Barone Sanguinario (signorotto locale) e ad incontrare le Megere, terribili e malvagie streghe che si servono di magia oscura. Geralt scopre che Ciri è passata in quei luoghi, ma si è poi diretta verso Novigrad.
Il witcher raggiunge la vicina Novigrad, città neutrale tra il Velen e la Redania (l'unico regno rimasto in guerra contro Nilfgaard), dove i maghi sono perseguitati. Qui scoprirà che il suo amico Dandelion, famoso bardo, è l'unico ad aver effettivamente incontrato Ciri e a sapere quindi dove sia al momento la ragazza. Aiutato da molte vecchie conoscenze, tra cui la sua vecchia amante Triss Merigold ed il nano Zoltan, Geralt dovrà affrontare sia la malavita che i cacciatori di streghe della città per trovare e successivamente trarre in salvo Dandelion. Purtroppo il bardo rivela a Geralt che Ciri, in pericolo, si è teletrasportata altrove, e non si trova più a Novigrad.
Senza più indizi utili, Geralt decide di lasciare il continente e salpa per le isole Skellige, zona dove stava indagando la maga Yennefer. I due, ora riuniti, per ottenere dei risultati saranno costretti a rubare ed utilizzare un pericoloso manufatto che consente di rivedere scene del passato e ad utilizzare la negromanzia per parlare con un uomo, ucciso dalla Caccia Selvaggia, che aveva incontrato Ciri. L'unica cosa che i due riescono a scoprire è che Uma, un mostriciattolo conosciuto da Geralt all'inizio del suo viaggio nel Velen, è la chiave per trovare la ragazza.
Geralt recupera Uma e lo porta a Kaer Morhen dove, con l'aiuto di Yennefer ed i witcher Vesemir, Lambert ed Eskel, cerca di scoprire chi il mostriciattolo sia in realtà. Riusciti nell'intento, Uma torna nella sua forma originale e si scopre essere il saggio elfico Avallac'h, che finalmente rivela dove si trovi Ciri attualmente. La ragazza è nascosta sull'isola delle Nebbie, ma verrà subito percepita e raggiunta dalla Caccia Selvaggia nel caso provasse ad andarsene da lì.
Geralt trova e recupera Ciri dall'Isola delle Nebbie e decide di radunare a Kaer Morhen tutti gli amici disposti ad aiutarlo ad affrontare e possibilmente sconfiggere per sempre la Caccia Selvaggia. Lo scontro si rivela durissimo e termina con la sconfitta degli eroi e la morte del vecchio Vesemir, che però provoca in Ciri una furia cieca che scatena i suoi poteri, riuscendo a mettere momentaneamente in fuga i nemici.
Gli eroi decidono di indebolire la Caccia Selvaggia sconfiggendo i suoi generali, per poi tendere un'imboscata direttamente al loro Re: Eredin.
Dopo aver radunato le maghe della Loggia e aver trovato un modo per attirare la Caccia Selvaggia, con l'aiuto degli eserciti di Nilfgaard e Skellige, si combatte l'ultima battaglia contro il nemico. Ciri abbatte l'ultimo generale della Caccia e Geralt ne affronta e sconfigge il re, Eredin. 
Dopo la vittoria scoppia però una terribile tormenta causata dal Bianco Gelo, catastrofe che secondo le profezie porterà alla distruzione del mondo, e causa dell'invasione della Caccia Selvaggia, dato che stava per distruggere anche il loro mondo. Geralt, non trovando più Ciri e pensando che Avallac'h li abbia traditi, corre alla torre da cui sembra scatenarsi la tormenta, aiutato da Yennefer che però rimane indietro. Qui il witcher trova l'elfo e scopre che in realtà egli sta aiutando Ciri, decisa ad attraversare un portale e probabilmente a sacrificare la propria vita per porre fine al Bianco Gelo.
Ciri riesce a salvare il mondo dalla catastrofe ma, a seconda delle scelte del giocatore, può tornare viva o morire. Nel caso sopravviva, sempre a seconda delle scelte del giocatore, potrà rimanere con Geralt e vivere come una witcher o decidere di prendere il posto di suo padre come imperatrice sul trono di Nilfgaard, che in questo scenario ha vinto la terza guerra settentrionale. 
La storia di Geralt prosegue poi con due DLC. Nel primo, intitolato Hearts of Stone, il witcher risponde all'annuncio di un contratto affisso da un nobile di nome Olgierd von Everec; Geralt non immaginerà mai che quel semplice contratto per un mostro lo porterà a confrontarsi con forze demoniache e ultraterrene, nonché contro un formidabile nemico.
Nel secondo e ultimo DLC, dal titolo Blood and Wine, Geralt si sposterà nel Toussaint, un regno di dame, cavalieri e vino, dove affronterà nuovi pericolosi mostri e un nemico sfuggente. Una volta conclusa la sua missione, Geralt sistemerà un vecchio podere, Corvo Bianco, con vigneto, donatogli come ricompensa per i suoi servigi dalla duchessa Anna Henrietta, e qui deporrà infine le armi passando il resto della sua vita in tranquillità. In base alla scelte fatte dal giocatore durante il gioco, Triss, Yennefer, Ciri o Dandelion andrà a vivere nella nuova casa assieme a Geralt.

## Modalità di gioco
Il gioco offre un mondo aperto enorme dove il giocatore può muoversi liberamente, a seconda di quale parte della storia si sta giocando. Il gioco presenta diverse località, come la città libera di Novigrad e la campagna circostante, le paludi del Velen, l'arcipelago di Skellige e due territori dell'impero di Nilfgaard: il villaggio di Bianco Frutteto e il Castello Reale di Vizima. È presente anche la scuola dei witcher, Kaer Morhen, apparsa nei libri e nel primo The Witcher.
Ogni luogo ha un gran numero di villaggi, ognuno con le proprie condizioni economiche e sociali. I Nilfgaardiani, per esempio, sembrano essere aristocratici e remissivi ai Nord più comuni come Geralt.
Il mondo di The Witcher 3: Wild Hunt è "30 volte più grande" rispetto a quello dei due precedenti giochi, e in alcune località permette di navigare in barca o cavalcare. Tuttavia è anche possibile viaggiare velocemente nelle aree dei luoghi già visitati. The Witcher 3 è stato descritto come "il 20% più grande di The Elder Scrolls V: Skyrim". Molte azioni che il giocatore compie influenzano il mondo, e un gran numero di missioni ha diverse opzioni su come completarle. CD Projekt RED prevede circa 100 ore per il completamento del gioco, 50 delle quali appartengono alle missioni secondarie e 50 alla trama principale. Il gameplay si basa sulle classiche modalità action RPG, con centinaia di diversi pezzi di equipaggiamento, armi e oggetti sparsi per il mondo di gioco utilizzabili e potenziabili, la possibilità di creare e utilizzare pozioni, un avanzamento automatico di livello del personaggio e cinque alberi di abilità completamente personalizzabili a seconda del proprio stile di gioco. Oltre a navigare, Geralt può anche nuotare nei laghi, nei fiumi, nei mari o in qualunque altro tipo di fonte d'acqua profonda sia in superficie che sott'acqua finché il suo ossigeno glielo consente. Il mondo di gioco presenta sei diverse mappe (escludendo la settima aggiunta con il DLC Blood and Wine): le vaste regioni Velen, Skellige e Novigrad, e le più ristrette Bianco Frutteto, Kaer Morhen e il palazzo reale di Vizima.
Il gioco offre ambienti sensibili, IA avanzata e dinamica. Il ciclo giorno e notte influenza alcuni mostri e i loro poteri, simili al motivo mitologico comune di un lupo mannaro che acquisisce poteri durante la notte di luna piena. Il gioco dispone anche di un sistema di crescita della barba dinamica, in cui la barba del personaggio giocabile Geralt cresce man mano che passa il tempo. Ciri, un'eccezionale spadaccina con poteri mistici presente nei romanzi e co-protagonista del videogioco, è un personaggio giocabile. Il Gwent è un gioco di carte collezionabili, che sostituisce i giochi di dadi dei precedenti capitoli.

### Cloud Gaming
È possibile giocare anche su dispositivi Android  tramite il cloud gaming, cioè senza la necessità di un determinato hardware come una console o un PC performante ma soltanto di un account con GeForce Now dopo aver acquistato almeno una delle seguenti versioni:
- The Witcher 3: Wild Hunt dal negozio di Steam
- The Witcher 3: Wild Hunt - Game of the Year Edition dal negozio di Epic Games

## Colonna sonora
La colonna sonora del gioco, composta da Marcin Przybyłowicz e Mikolai Stroinski con l'aggiunta del gruppo folk polacco Percival, è stata pubblicata insieme alla Day One Edition del videogioco in formato CD e su GOG.com in formato digitale. Una versione estesa è stata pubblicata il 26 agosto 2015 su iTunes. In aggiunta, all'uscita dell'espansione Hearts of Stone è stata pubblicata la relativa colonna sonora, questa volta a opera dal solo Przybyłowicz, con solo due brani firmati dai Percival. La colonna sonora del secondo e ultimo DLC, Blood and Wine, è stata composta invece da Przybyłowicz, Stroinski e Piotr Musiał (alla prima collaborazione con CD Projekt RED), con un brano inedito dei Percival.

### Tracce
Testi e musiche di Marcin Przybyłowicz, eccetto dove indicato.
1. The Trail – 2:49
2. Geralt of Rivia – 2:21
3. Eredin, King of the Hunt – 2:27
4. Wake Up, Ciri – 1:34 (Mikolai Stroinski)
5. Aen Seidhe – 2:36 (Mikolai Stroinski)
6. Commanding the Fury – 2:08 (Mikolai Stroinski)
7. Emhyr Var Emreis – 2:29
8. Spikeroog – 3:05 (Mikolai Stroinski)
9. King Bran's Final Voyage – 2:12
10. Silver for Monsters... – 2:19 (Marcin Przybyłowicz, Percival)
11. Whispers of Oxenfurt – 2:34 (Mikolai Stroinski)
12. The Nightingale – 1:39 (Percival)
13. City of Intrigues – 2:06
14. The Hunter's Path – 2:52
15. Widow-Maker – 2:10 (Mikolai Stroinski)
16. Kaer Morhen – 2:35
17. Eyes of the Wolf – 2:04 (Mikolai Stroinski)
18. Witch Hunters – 2:40 (Mikolai Stroinski)
19. ...Steel for Humans – 1:27 (Marcin Przybyłowicz, Percival)
20. Fate Calls – 1:58 (Mikolai Stroinski)
21. The Vagabond – 2:47
22. Cloak and Dagger – 2:46 (Percival)
23. Forged in Fire – 2:03 (Mikolai Stroinski)
24. Yes, I Do... – 1:33 (Mikolai Stroinski)
25. Welcome, Imlerith – 2:45 (Mikolai Stroinski)
26. Drink Up, There's More! – 1:36 (Percival)
27. After the Storm – 1:30 (Mikolai Stroinski)
28. Blood on the Cobblestones – 2:02 (Mikolai Stroinski)
29. Farewell, Old Friend – 2:52
30. The Song of the Sword-Dancer – 2:12 (Marcin Przybyłowicz, Percival)
31. The Hunt Is Coming – 2:05

Tracce aggiuntive nella versione estesa
1. Family Matters – 1:45
2. No Surrender – 1:12 (Mikolai Stroinski)
3. Child of the Elder Blood – 1:15
4. In the Giant's Shadow – 2:49
5. Nemesis – 1:02 (Mikolai Stroinski)
6. Bonnie at Morn (Instrumental) – 2:28 (Mikolai Stroinski)
7. At War! – 1:33 (Mikolai Stroinski)
8. Back on the Path – 2:41 (Marcin Przybyłowicz, Percival)
9. Words on Wind – 2:48
10. A Story You Won't Believe – 1:37 (Marcin Przybyłowicz, Percival)
11. When No Man Has Gone Before – 3:09 (Mikolai Stroinski)
12. Like a Wounded Animal – 1:11 (Mikolai Stroinski)
13. I Name Thee Dea and Embrace Thee as My Daughter – 1:20
14. Igni – 2:03 (Mikolai Stroinski)
15. The Tree When We Sat Once – 2:35 (Mikolai Stroinski)
16. Go for It – 1:08 (Mikolai Stroinski)
17. The Wolf and the Swallow – 2:36 (Mikolai Stroinski)
18. On Thin Ice – 1:37 (Mikolai Stroinski)
19. Trial of the Grasses – 1:54 (Mikolai Stroinski)
20. Hjalmar's Axe – 0:56
21. The Big Four – 1:32
22. The Shrieker Contract – 1:42 (Mikolai Stroinski)
23. The Possession of Jarl Udalryk – 3:22
24. Another Round for Everyone – 1:57 (Marcin Przybyłowicz, Percival)
25. Conjunction of the Spheres – 1:42

Hearts of Stone
1. Hearts of Stone – 2:53
2. Go Back Whence You Came – 1:45
3. You're... Immortal? – 2:54 (Marcin Przybyłowicz, Percival)
4. Evil's Soft First Touches – 2:48
5. Dead Man's Party – 0:48 (Percival)
6. Mystery Man – 2:40
7. Breaking In – 1:40
8. Whatsoever a Man Soweth... – 2:21
9. The House of the Borsodis – 0:55
10. The Temple of Lilvani – 2:21
11. A Gifted Man Brings Gifts Galore – 4:04

Blood and Wine
1. Blood and Wine – 2:57
2. Fanfares and Flowers – 3:10 (Mikolai Stroinski)
3. For Honor! For Toussaint! – 2:04 (Piotr Musiał)
4. Blood Run – 2:01 (Piotr Musiał)
5. Seeking Resonance – 2:24
6. I Cannot Let You Leave – 1:49 (Mikolai Stroinski)
7. The Banks of the Sansretour – 3:58 (Piotr Musiał)
8. Wine Wars – 2:04 (Piotr Musiał)
9. The Musty Scent of Fresh Pâté – 2:20 (Percival)
10. Vivienne – 1:36 (Mikolai Stroinski)
11. Titans of Infamy – 1:38 (Piotr Musiał)
12. What Lies Unseen – 3:00
13. On the Champs-Désolés – 2:02
14. Beyond Hill and Dale... – 3:04 (Mikolai Stroinski)
15. The Moon Over Mount Gorgon – 2:05 (Piotr Musiał)
16. The Mandragora – 1:53
17. Tesham Mutna – 2:02
18. The Slopes of the Blessure – 4:02 (Piotr Musiał)
19. Guillaume Versus the Shaelmaar – 2:40
20. Wind in the Caroberta Woods – 3:19
21. The Beast of Beauclair – 1:37
22. Searching for Cecilia Bellant – 2:29
23. Syanna – 1:38
24. The Night of Long Fangs – 1:44 (Mikolai Stroinski)
25. Lady of the Lake – 1:10

## Espansioni
Il 7 aprile 2015 CD Projekt RED ha annunciato due espansioni per il gioco, intitolati:
- Hearts of Stone (pubblicato il 13 ottobre 2015)[11]
- Blood and Wine (pubblicato il 31 maggio 2016)[12]

Oltre ad aggiungere due nuove missioni principali e diverse missioni secondarie, entrambi i DLC aggiungono nuove meccaniche di gioco, armi, nemici e personaggi e antagonisti, alcuni di essi nuovi (Gaunter O'Dimm) o già presenti nei videogiochi precedenti (Shani) o nella serie di romanzi (Regis).
Blood and Wine, ambientato cronologicamente dopo la fine della trama principale, aggiunge anche una nuova mappa (Toussaint) e ha una durata di gioco stimata dalle 20 alle 25 ore. Entrambi i DLC hanno ottenuto, come il videogioco originale, il plauso della critica.

## Altre edizioni

### The Witcher 3 Game of the Year Edition
Annunciata da CD Projekt RED il 10 agosto 2016 e pubblicata il 30 agosto seguente. Include il gioco base, le espansioni Hearts of Stone e Blood and Wine, tutti i 16 DLC gratuiti e tutti gli aggiornamenti e miglioramenti. La versione per Nintendo Switch è stata pubblicata il 15 ottobre 2019 con il nome Complete Edition.

### The Witcher 3: Complete Edition
È un'edizione per PlayStation 5, Xbox Series X/S e PC uscita il 14 dicembre 2022 che include i contenuti della Game of the Year Edition e varie migliorie tecniche come caricamenti più veloci, ray tracing e una maggiore risoluzione video. È stata distribuita come aggiornamento gratuito a chi già possiede il gioco su PlayStation 4, Xbox One e PC. L'edizione include inoltre nuove armature e una nuova missione ispirata dalla serie televisiva di Netflix. Dal 26 gennaio 2023 è disponibile anche in formato fisico con una copertina nuova.

## Accoglienza
| Testata                                | Versione   | Giudizio |
| -------------------------------------- | ---------- | -------- |
| Metacritic (media al 16 dicembre 2022) | PC         | 93/100   |
| Metacritic (media al 16 dicembre 2022) | PS4        | 92/100   |
| Metacritic (media al 16 dicembre 2022) | NSW        | 85/100   |
| Metacritic (media al 16 dicembre 2022) | XOne       | 91/100   |
| Metacritic (media al 16 dicembre 2022) | PS5        | 96/100   |
| Metacritic (media al 16 dicembre 2022) | XSX        | 95/100   |
| OpenCritic (media al 3 agosto 2021)    | collettivo | 92/100   |

### Critica
The Witcher 3: Wild Hunt ha ricevuto il plauso della critica. I siti di aggregazione di recensioni GameRankings e Metacritic hanno classificato rispettivamente la versione di Microsoft Windows un 93.32% di apprezzamento basato su 17 recensioni e 93/100 sulla base di 32 recensioni. La versione PlayStation 4 ha ottenuto una percentuale del 92.23% basato su 51 recensioni e 92/100 sulla base di 79 recensioni, mentre la versione Xbox One 90.56% basato su 9 opinioni e 91/100 basato su 13 recensioni. I siti specializzati GameSpot e GameTrailers l'hanno definito "uno dei migliori videogiochi mai creati".
Alla fine del 2015, su Metacritic è risultato il terzo gioco dell'anno con la media recensioni più alta (il secondo nella classifica dei videogiochi per PC, il quarto in quella dei videogiochi per PlayStation 4 e il secondo in quella dei videogiochi per Xbox One).
Ai Golden Joystick Awards 2015 al gioco sono stati assegnati i premi "Miglior gioco dell'anno", "Miglior design", "Migliore narrazione", "Miglior momento di gioco" e "Miglior studio di produzione". Anche ai The Game Awards 2015, la più importante cerimonia di premiazione annuale di videogiochi, viene premiato come "Gioco dell'anno", mentre CD Projekt RED ottiene il premio come "Sviluppatore dell'anno". Tra gli altri, anche la redazione del sito web specializzato IGN ha scelto The Witcher 3: Wild Hunt come miglior videogioco del 2015. Nel sondaggio di fine anno di GameSpot è risultato il gioco preferito con il 62% di voti a favore (davanti a Fallout 4 con il 9%, Metal Gear Solid V: The Phantom Pain con il 6% e Bloodborne con il 5%). Sempre nello stesso sondaggio ha trionfato in tutte le categorie a cui era candidato (miglior gioco per PlayStation 4, per Xbox One e PC e miglior espansione per Hearts of Stone).
In occasione dei Game Awards 2016, The Witcher 3: Blood and Wine è stato premiato come il miglior DLC dell'anno. L'espansione è stata elogiata più del gioco base, vedi: (The Games Machine gli ha dato 95/100 e Spaziogames 9,5 contro il 9,0 del gioco originale), ottenendo una media voti su Metacritic pari a 92/100 per la versione PC e PlayStation 4 e 94 per quella Xbox One.
CD PROJEKT RED dichiara che questo gioco ha vinto un totale di 250 premi come gioco dell'anno.

### Successo commerciale
Il 9 giugno 2015 CD Projekt RED ha annunciato di aver venduto 4 milioni di copie di The Witcher 3: Wild Hunt in due settimane. Il 26 agosto 2015 il gioco ha raggiunto, dopo appena sei settimane dalla sua uscita, 6 milioni di copie vendute. Il 18 luglio 2016 viene annunciato che il gioco ha raggiunto 10 milioni di copie vendute. Il 28 maggio 2020 la trilogia videoludica raggiunge le 50 milioni di copie vendute. Il 14 aprile 2022, durante un resoconto finanziario, CD Projekt RED ha dichiarato di aver venduto oltre 40 milioni di copie nel mondo di The Witcher 3: Wild Hunt.